# Willi Orbán
Willi Orbán, właśc. Vilmos Tamás Orbán (ur. 3 listopada 1992 w Kaiserslautern) – węgiersko-niemiecki piłkarz występujący na pozycji obrońcy w niemieckim klubie RB Leipzig oraz w reprezentacji Węgier. Uczestnik Mistrzostw Europy 2020.

## Kariera klubowa
Jest wychowankiem 1. FC Kaiserslautern. W latach 1997–2011 trenował w jego drużynach juniorskich. W lipcu 2011 dołączył do pierwszej drużyny. W Bundeslidze zadebiutował 27 sierpnia 2011 w przegranym 0:3 meczu z Bayernem Monachium. Do gry wszedł w 87. minucie, zmieniając Atanasiosa Petsosa. 1 lipca 2015 odszedł za 2 miliony euro do RB Leipzig. W 2017 roku został kapitanem zespołu.

## Kariera reprezentacyjna
13 listopada 2014 zadebiutował w reprezentacji Niemiec U-21. Miało to miejsce w wygranym 3:1 towarzyskim meczu z Holandią. Grał w nim od 83. minuty, po zastąpieniu Christiana Güntera.
W 2017 w polskich mediach spekulowano o możliwości gry Orbana w reprezentacji Polski ze względu na narodowość jego matki. Negatywnie na ten temat wypowiedział się m.in. prezes PZPN Zbigniew Boniek, który stał na stanowisku, że kraj powinni reprezentować piłkarze mające z nim silne związki. Sam piłkarz deklarował, że jego priorytetem było reprezentowanie Niemiec, choć nie wykluczał gry dla Polski lub Węgier.
1 października 2018 przyjął powołanie do reprezentacji Węgier na mecze z Grecją i Estonią w ramach Ligi Narodów UEFA. 12 października zadebiutował w spotkaniu z Grecją, przegranym 0:1.

## Życie prywatne
Jego ojciec jest Węgrem, a matka Polką. Jest absolwentem Heinrich-Heine-Gymnasium w Kaiserslautern.